# 男士胸罩
男士胸罩指男性使用的胸罩，和女士胸罩很像。男性需要穿戴胸的原因並非單一，而這些男士胸罩是專門為男士穿戴而設計，而並非單單只是讓男生穿戴為女生設計的胸罩，儘管一些有異裝癖的男子也會使用男士胸罩。在日本，會使用男士胸罩的人會被人叫作「胸罩男」，而且其成員更不斷上升（ブラ男）。
一些青年或中年男性會因肥胖或男性乳房發育症而長出乳房。這些男性可能選擇手術治療，也有在某些地區生活的男性選擇對他們的問題視而不見，但讓身體穿上男士胸罩卻是更為雅觀的選擇。這類型的男士胸罩可以用來支撐他們的胸部，並且將之壓平，使胸部及乳頭沒那麼顯眼。一些運動員爲了避免慢跑者乳頭損傷，也會穿運動型的男士胸罩作保護。也有一些人穿著胸罩不為什麼，就只為求那一種被包裹的感覺，使自己在工作時倍感安心。

## 流行文化
美國處境喜劇《宋飛正傳》，在名為《守門人》的一集中，克萊默（Kramer）為喬治的父親弗蘭克·科斯坦薩（Frank Costanza）設計了一個男士胸罩，本想取名為「Bro」（以對應女士的「Bra」）。有胸肌下垂問題的弗蘭克見狀甚喜，並建議將之推出市場，但他們對這男士胸罩的名稱出了分歧，弗蘭克執意使用「Manssiere」。